# Capsicum baccatum
Capsicum baccatum ist eine Pflanzenart aus der Familie der Nachtschattengewächse, die den Paprika bzw. Chilis zuzuordnen ist. Kommerziell wird sie vor allem in Südamerika angebaut, außerhalb dieses Gebietes wird sie vor allem von Hobbygärtnern gezogen. Die Art unterscheidet sich vor allem durch die Blüten von anderen domestizierten Chiliarten. Die weißen Blütenblätter besitzen am Grund charakteristische Flecken in Grün, Gelb oder Braun.

## Beschreibung

### Pflanze
Die Pflanzen der Art Capsicum baccatum gehören mit zu den größten der Gattung Capsicum. Bereits im ersten Jahr können sie eine Größe von über zwei Metern erreichen und dabei stark verzweigen. Meist wachsen die Pflanzen vorwiegend aufrecht, es gibt jedoch auch Sorten, die als breit gefächerter Busch wachsen. Die Blätter sind dunkelgrün, zwischen 5 und 30 cm lang und bis zu 20 cm breit.
In Kultur haben die Pflanzen einen relativ späten Blütenansatz, sie sollten also etwas früher ausgesät werden als beispielsweise Capsicum annuum.

### Blüte

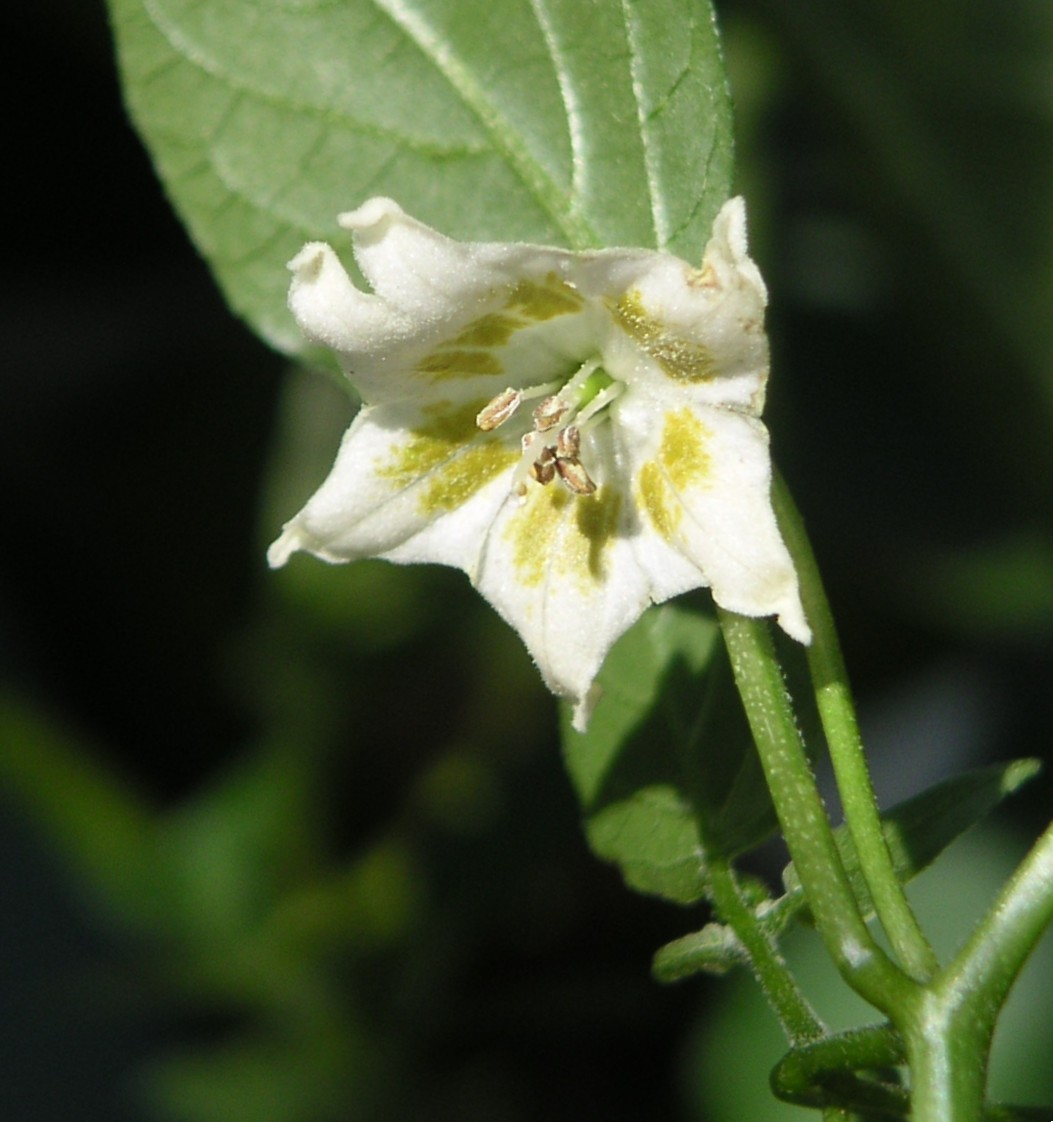
Blüte von Capsicum baccatum cv. 'Criolla Sella'

Die Blüten treten einzeln oder zu mehreren in den Knoten der Sprossachse auf. Charakteristisch sind die weißlich-grünlichen Blütenblätter mit verstreuten gelblichen, grünlichen oder bräunlichen Flecken am Grund. Die Staubgefäße sind gelb bis braun. Die Kelchzipfel sind deutlich ausgeprägt.

### Früchte

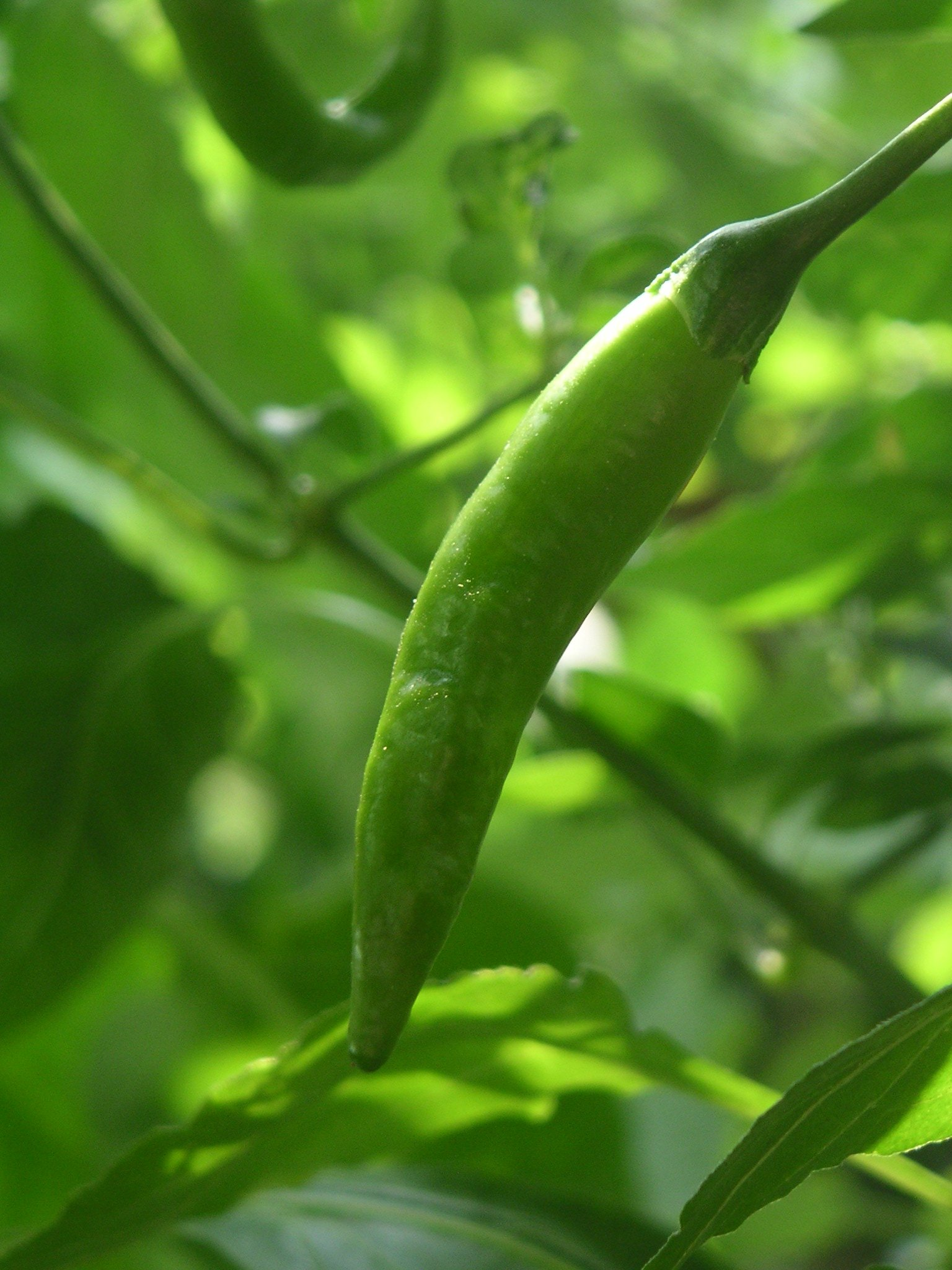
Unreife Frucht von Capsicum baccatum cv. 'Criolla Sella'

Nach der Befruchtung wachsen die Früchte zunächst aufrecht, beginnen aber sich durch das Gewicht nach unten zu neigen, während sie reifen. Die meisten Früchte reifen nach orange-rot oder gelb ab, aber es existieren auch braun abreifende Varietäten. Die Früchte sind mit 30.000 bis 50.000 Einheiten auf der Scoville-Skala relativ scharf. Die Formen der Früchte sind sehr unterschiedlich. Neben den kleinen runden beerenförmigen Früchten der Wildformen gibt es länglich-spitze, aber auch runde und abgeflachte Früchte. Die Oberfläche der Früchte kann sowohl glatt als auch zerfurcht sein.

### Chromosomenzahl
Die Chromosomenzahl beträgt 2n = 24.

## Geschichte
Die Herkunft der C. baccatum liegt höchstwahrscheinlich in Bolivien oder Peru und wurde nach archäologischen Funden bereits um 2500 v. Chr. in Peru angebaut. Durch Funde in Huaca Prieta, einem wichtigen archäologischen Fundort in Peru, konnte festgestellt werden, dass die Art bereits vor den Inkas kultiviert und damit in ihren Eigenschaften an die Bedürfnisse der Menschen angepasst wurde. Die Früchte wurden größer und fielen bei Reife nicht mehr von der Pflanze, wie es noch bei den Wildformen der Fall ist.

## Systematik
Die Art Capsicum baccatum wurde 1753 erstmals von Carl von Linné in seinem Werk „Species Plantarum“ beschrieben. Da er jedoch in dieser Beschreibung die gelblichen Corolla-Flecken nicht erwähnte, wurden bis in die Mitte des 20. Jahrhunderts oftmals auch andere Wildformen der Gattung Capsicum, meist Vertreter von Capsicum annuum dieser Art zugeordnet, die eigentlich von Linné beschriebene Art wurde als Capsicum microcarpum und die kultivierten Arten als Capsicum pendulum beschrieben. 1964 wurde dieser Fehler von Charles B. Heiser jr. erstmals angesprochen. W. Hardy Eshbaugh schlug 1968 eine Änderung der Nomenklatur vor, um der ursprünglichen Beschreibung Linnés zu entsprechen. Diese bis heute verwendete Systematik teilt die Art Capsicum baccatum in zwei Varietäten auf:
- Capsicum baccatum var. baccatum (C. baccatum L., Linn. Mant. 1:46)
- Capsicum baccatum var. pendulum (Willdenow) Eshbaugh (Capsicum pendulum Willd. Enum. Hort. Berol. 1:242)

Die Varietäten unterscheiden sich vor allem durch die Größe der Blüten und der Früchte, Capsicum baccatum var. pendulum zeigt zudem eine größere Variabilität in der Form der Früchte.
Die Art Capsicum umbilicatum wurde 1998 von Hunziker und Barboza ebenfalls als Varietät der Art Capsicum baccatum untergeordnet:
- Capsicum baccatum var. umbilicatum (Vell.) Hunz. & Barboza (Capsicum umbilicatum Vell., Fl. flumin. 61. 1829)[4]

Von einigen Quellen wurde auch C. praetermissum als Capsicum baccatum var. praetermissum dieser Art zugeordnet, dies kann nach neueren Erkenntnissen jedoch als falsch bezeichnet werden.

## Etymologie
Der wissenschaftliche Name baccatum leitet sich von der Form der Frucht – beerenartig – ab. Die Wildformen, deren Früchte kaum größer als eine Erbse sind und auch deren Form haben, lassen diese Analogie einleuchten.
Viele Sorten dieser Art werden als Aji bezeichnet, was aber eigentlich falsch ist, da dieser südamerikanische Ausdruck nichts anderes bedeutet als „Chili“, also deutlich mehr umfasst als nur C. baccatum. Der Begriff leitet sich phonetisch von „ah hee“ ab, ein Begriff, den die spanischen Eroberer von den Arawak aus der Karibik einführten.
In der Sprache der Inkas – Quechua – werden die Chilis als „uchu“ bezeichnet, wobei die zum Würzen verwendeten, kleineren Capsicum baccatum auch als „kellu uchu“ genannt werden, die größeren Capsicum pubescens „rocot uchu“ und die heute meist als Habanero bekannten Capsicum chinense „chinchi uchu“ heißen.
Die kleinfruchtigen Wildformen werden im lokalen Sprachgebrauch der Andenregionen auch „arivivi“ oder „cumbai“ genannt.

## Verwendung
Die Früchte der Pflanze werden auf Grund ihrer Schärfe zum Würzen von Speisen eingesetzt. Die Schärfe wird, wie bei allen scharfen Paprika, durch den Inhaltsstoff Capsaicin hervorgerufen.
Durch einen sehr eigenen, fruchtigen Geschmack werden die Früchte in verschiedenen für Südamerika typischen Gerichten verwendet. So findet man sie unter anderem in Ceviche (rohen Fisch in Limettensaft mariniert), in Salsas, in Cuy (gebratenen Meerschweinchen) und mit Zwiebeln und Kräutern zu einer Sauce gekocht zu Maniok-Wurzeln. Die Früchte werden aber auch getrocknet und als Chilipulver gemahlen angeboten, wo sie vor allem durch ihre leuchtenden Farben auffallen.

## Wichtige Sorten
- Aji Amarillo
- Criolla Sella
- Lemon Drop
- Peri Peri
- Starfish
- Peppadew

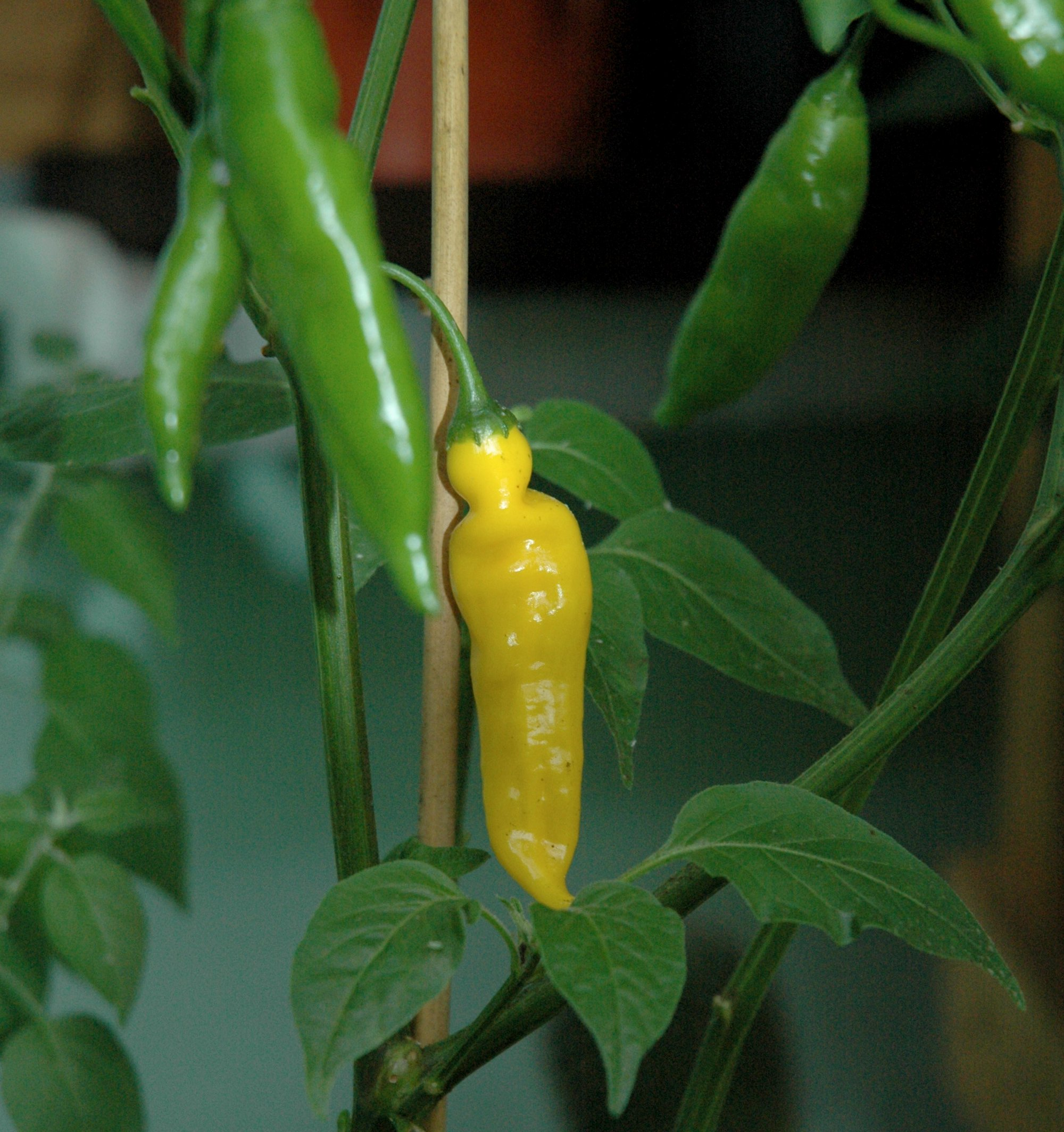
Lemon Drop

Siehe auch die Liste der Paprika- und Chilisorten.